# Tritonia squalida
Tritonia squalida es una especie de planta herbácea, perenne y bulbosa nativa de África y perteneciente a la familia de las iridáceas.  

## Descripción
Tritonia squalida, es una planta herbácea perennifolia, geófita que alcanza un tamaño de 0.25 - 0.4 m de altura. Se encuentra a una altitud de 155 - 185 metros en Sudáfrica.

## Distribución
Tritonia squalida, es muy similar a Tritonia crocata pero las flores tienen color rosa o rosa malva o casi blancas con venas más profundas de color rosa y garras con zonas marginales hialinas. Las flores tienen forma de copa casi regulares que hacen que parezca muy diferente de muchas de las otras especies. Las flores son muy bonitas, a pesar del nombre de la especie feo que se refiere al color malva sucio de los especímenes de herbario. Se encuentra en la piedra caliza y otras arenas calcáreas en el sur de la Provincia del Cabo.

## Taxonomía
Tritonia squalida fue descrita por (Aiton) Ker Gawl. y publicado en Bot. Mag. 16: t. 581 1802.
Etimología
Tritonia: nombre genérico que deriva del latín de la palabra tritón, que significa "veleta", y alude a la disposición aparentemente aleatoria de los estambres en algunas especies.
squalida: epíteto latíno que significa "sucia"
Sinonimia
- Ixia hyalina DC.
- Ixia similis Salisb.
- Ixia squalida Aiton
- Montbretia lancea Endl. ex Heynh.
- Montbretia squalida (Aiton) Voigt
- Tritonia magniflora Dehnh.
- Tritonia pulchella Dehnh.
- Tritonia squalida var. patula Aiton
- Tritonixia squalida (Aiton) Klatt
- Waitzia squalida (Aiton) Kreysig[6][7]